# Francesc Fontanilles i Quintanilla
Francesc Fontanilles i Quintanilla   (Barcelona, 1833 - Barcelona, 1888) fou un militar, funcionari colonial i periodista català

## Biografia
Va néixer a Barcelona el 16 de gener de 1833. Cursà estudis d'enginyeria a la Universitat de Barcelona i ingressà a l'exèrcit espanyol com a oficial primer. El 1865 fou destinat a l'administració colonial al Carib, primer a Puerto Rico i després a Cuba. Estava casat amb Blanca Novella, tia del futur pintor Pau Béjar, a qui acollí durant un temps a Cuba, juntament amb els seus germans.
A Cuba formà part del nucli conservador colonial format per terratinents i homes de negocis, partidaris de l'esclavisme i radicalment contraris a l'autogovern de les colònies, agrupat al voltant de la Unión Constitucional.
Fou redactor habitual de la premsa i arribà a ser director de diversos mitjans com La Voz de Cuba i, especialment, El Imparcial de Matanzas, òrgan precisament de la Unión Constitucional de Matanzas.
Publicà diversos llibres com el petit Manual de los dueños de esclavos (1868), una Guía de la Habana (1870) de gran èxit, el Compendio de la historia de España (1879) que fou utilitzat com a llibre de text en diversos països d'Amèrica Central i la novel·la Autonosuya, curiosa novela político-burlesca (1886).
Morí el 17 de setembre de 1887, a bord del vapor Reina Mercedes durant el viatge per mar en què tornava a Europa.

## Autonosuya, curiosa novela político-burlesca
El 1886 Francesc Fontanilles publicà l'obra Autonosuya, curiosa novela político-burlesca, en què ataca de manera cruel als partidaris de l'autonomia i la independència cubana. Així la novel·la planteja una distopia en què el 1900 Cuba arriba a l'autogovern i dos mulats -els germans Sabicú I i Sabicú II- accedeixen al poder provocant que el país s'enfonsi en el caos i la misèria.
En tot moment, en l'obra els negres i els mulats cubans són retratats com a éssers inferiors, venjatius i salvatges, oposant-los a la civilització europea. La conclusió, doncs, era que calia mantenir la tutela espanyola per al bé dels cubans. Cal dir que aquesta postura racista i contrària a la llibertat de Cuba també tenia seguidors a Catalunya, on podem trobar obres amb la mateixa visió com Blanchs y negres de Juli Francesc Guimbernau.